# Rachel Brosnahan
Rachel Brosnahan (Milwaukee, 12 luglio 1990) è un'attrice statunitense.
È nota per la sua interpretazione di Miriam "Midge" Maisel, protagonista della pluripremiata serie di Prime Video La fantastica signora Maisel, che le è valsa un Premio Emmy, due Critics' Choice Awards, due Screen Actors Guild Awards e due Golden Globe come miglior attrice in una serie commedia o musicale. Dal 2025 interpreta Lois Lane nel film DC Universe Superman diretto da James Gunn.

## Biografia
Nata da madre britannica e padre americano di origini irlandesi, Rachel Brosnahan è cresciuta a Highland Park, in Illinois, e si è poi laureata nel 2012 alla Tisch School of the Arts di New York.
Ha iniziato la sua carriera da attrice, preceduta da esperienze minori in campo teatrale da adolescente, nel 2013 recitando nel film di Richard LaGravenese, Beautiful Creatures - La sedicesima luna. Nel corso della sua carriera è apparsa in diverse serie quali Orange Is the New Black, Grey's Anatomy, CSI: Miami, Mercy, The Good Wife, Crisi in sei scene e Gossip Girl. Dal 2013 interpreta la parte del personaggio ricorrente di Rachel Posner in House of Cards - Gli intrighi del potere, mentre nel 2014 prende parte ad alcuni episodi della prima stagione della serie The Blacklist, nel ruolo di Jolene Parker.
A partire dal 2014 entra nel cast della serie televisiva Manhattan nel ruolo di Abby Isaacs, recitando la parte fino alla conclusione della serie nel 2015. È stata, sempre nel 2015, una delle protagoniste della miniserie The Dovekeepers - Il volo della colomba, recitando il ruolo di Yael. Nel 2016 entra nel cast del film di Craig Gillespie, L'ultima tempesta e, sempre nello stesso anno, recita in Boston - Caccia all'uomo. Dal 2017 è nel cast principale della serie di Prime Video La fantastica signora Maisel, dove interpreta il personaggio protagonista di Miriam "Midge" Maisel, che le vale, nel 2018, un Golden Globe in qualità di miglior attrice in una serie commedia o musicale e un Emmy in qualità di miglior attrice protagonista in una serie commedia, per la medesima serie nel 2019 le viene inoltre assegnato uno Screen Actors Guild Award come miglior attrice in una serie commedia.
Nel giugno 2023 viene scelta come nuova interprete di Lois Lane in vista del film Superman, primo capitolo del nuovo DC Universe, distribuito nel luglio 2025.

## Vita privata
Dal 2015 ha una relazione con l'attore statunitense Jason Ralph, conosciuto sul set del film I'm Obsessed with You, con il quale si è sposata nel 2017.

## Filmografia

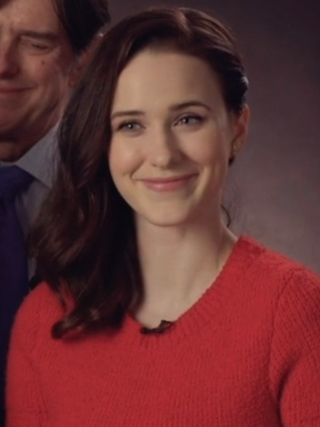
Rachel Brosnahan nel cast de La fantastica signora Maisel

### Attrice

#### Cinema
- Il mai nato (The Unborn), regia di David S. Goyer (2009)
- The Truth About Average Guys, regia di Ken Gayton e Jason W. Schaver (2009)
- Coming Up Roses, regia di Lisa Albright (2011)
- Nor'easter, regia di Andrew Brotzman (2012)
- Adrift, regia di Kate Zabinsky - cortometraggio (2012)
- Beautiful Creatures - La sedicesima luna (Beautiful Creatures), regia di Richard LaGravenese (2013)
- Care, regia di Brett Wagner - cortometraggio (2013)
- A New York Heartbeat, regia di Tjardus Greidanus (2013)
- Munchausen, regia di Ari Aster - cortometraggio (2013)
- Basically, regia di Ari Aster - cortometraggio (2014)
- I'm Obsessed with You (But You've Got to Leave Me Alone), regia di Jon Goracy (2014)
- The Smut Locker, regia di Harry Tarre - cortometraggio (2014)
- James White, regia di Josh Mond (2015)
- Segreti di famiglia (Louder Than Bombs), regia di Joachim Trier (2015)
- L'ultima tempesta (The Finest Hours), regia di Craig Gillespie (2016)
- Burn Country, regia di Ian Olds (2016)
- Boston - Caccia all'uomo (Patriots Day), regia di Peter Berg (2016)
- Vans, regia di Ralph Scherer - cortometraggio direct-to-video (2017)
- Boomtown, regia di Sabyn Mayfield (2017)
- Fifteen Years Later, regia di Manish Dayal - cortometraggio (2018)
- Change in the Air, regia di Dianne Dreyer (2018)
- L'ombra delle spie (The Courier), regia di Dominic Cooke (2020)
- Sono la tua donna (I'm Your Woman), regia di Julia Hart (2020)
- Morto per un dollaro (Dead for a Dollar), regia di Walter Hill (2022)
- Operazione vendetta (The Amateur), regia di James Hawes (2025)
- Superman, regia di James Gunn (2025) – Lois Lane

#### Televisione
- Mercy - serie TV, episodio 1x11 (2010)
- Gossip Girl - serie TV, episodio 3x20 (2010)
- The Good Wife - serie TV, episodio 2x06 (2010)
- In Treatment - serie TV, episodio 3x23 (2010)
- CSI: Miami - serie TV, episodio 10x01 (2011)
- Grey's Anatomy – serie TV, episodio 9x14 (2013)
- Orange Is the New Black - serie TV, episodio 1x10 (2013)
- House of Cards - Gli intrighi del potere (House of Cards) - serie TV, 19 episodi (2013-2015)
- The Blacklist - serie TV, 6 episodi (2014)
- Black Box - serie TV, 5 episodi (2014)
- Olive Kitteridge, regia di Lisa Cholodenko - miniserie TV, episodio 1x02 (2014)
- Manhattan – serie TV, 23 episodi (2014-2015)
- The Dovekeepers - Il volo della colomba (The Dovekeepers), regia di Yves Simoneau - miniserie TV, episodi 1x01-1x02 (2015)
- Crisi in sei scene (Crisis in Six Scenes), regia di Woody Allen - miniserie TV, 4 episodi (2016)
- La fantastica signora Maisel (The Marvelous Mrs. Maisel) - serie TV, 43 episodi (2017-2023)
- 50 States of Fright - serie TV, episodi 1x01-1x02-1x03 (2020)

### Doppiatrice

#### Cinema
- Joseph Pulitzer: Voice of the People, regia di Oren Rudavsky - documentario (2018) - Nellie Bly
- Cambiamenti climatici - La grande sfida (Paris to Pittsburgh), regia di Sidney Beaumont e Michael Bonfiglio - documentario (2018)
- Spie sotto copertura (Spies in Disguise), regia di Nick Bruno e Troy Quane (2019)

#### Televisione
- Elena di Avalor (Elena of Avalor) - serie animata, 3x05-3x18-3x28 (2019-2020)

### Produttrice

#### Cinema
- Femme, regia di Alden Peters - cortometraggio (2018)
- Sono la tua donna (I'm Your Woman), regia di Julia Hart (2020)

#### Televisione
- Yearly Departed, regia di Linda Mendoza - speciale TV (2020)
- Yearly Departed, regia di Linda Mendoza - speciale TV (2021)

## Radio
- Listening In - podcast, 8 episodi (2022) - interprete, produttrice
- The Miranda Obsession - podcast (2022) - produttrice esecutiva

## Teatro
- Up, regia di Anna D. Shapiro, Steppenwolf Theatre Company, Chicago (2009)[14]
- The Big Knife, regia di Doug Hughes, American Airlines Theatre, New York (2013)[15]
- Otello, regia di Sam Gold, New York Theatre Workshop, New York (2016)[16]
- The Sign in Sidney Brustein's Window, regia di Anne Kauffman, Brooklyn Academy of Music, New York (2023)[17]
- The Sign in Sidney Brustein's Window, regia di Anne Kauffman, James Earl Jones Theatre, New York (2023)[18]
- Gutenberg! The Musical!, regia di Alex Timbers, James Earl Jones Theatre, New York (2024)[19]

## Riconoscimenti
- Golden Globe
  - 2018 – Miglior attrice in una serie commedia o musicale per La fantastica signora Maisel[20]
  - 2019 – Miglior attrice in una serie commedia o musicale per La fantastica signora Maisel[21]
  - 2020 – Candidatura alla miglior attrice in una serie commedia o musicale per La fantastica signora Maisel[22]
  - 2024 – Candidatura alla miglior attrice in una serie commedia o musicale per La fantastica signora Maisel[23]

## Doppiatrici italiane
Nelle versioni in italiano delle opere in cui ha recitato, Rachel Brosnahan è stata doppiata da:
- Valentina Favazza ne La fantastica signora Maisel, L'ombra delle spie, Sono la tua donna, Morto per un dollaro, Operazione vendetta, Superman
- Benedetta Ponticelli in The Dovekeepers - Il volo della colomba, Manhattan, The Blacklist, House of Cards - Gli intrighi del potere, L'ultima tempesta
- Letizia Ciampa in Crisi in sei scene
- Joy Saltarelli in Gossip Girl
- Elena Morara in CSI: Miami
- Claudia Pittelli in Grey's Anatomy
- Rossa Caputo in Olive Kitteridge
- Mattea Serpelloni in Segreti di famiglia
- Elena Perino in Boston - Caccia all'uomo